# Laurel Shanley
Laurel Shanley (ur. 19 lutego 1983 r.) – amerykańska narciarka, specjalistka narciarstwa dowolnego. Najlepszy wynik na mistrzostwach świata osiągnęła podczas mistrzostw w Ruka, gdzie zajęła 7. miejsce w jeździe po muldach. Najlepsze wyniki w Pucharze Świata osiągnęła w sezonie 2004/2005, kiedy to zajęła 22. miejsce w klasyfikacji generalnej, a w klasyfikacji jazdy po muldach była dziewiąta.

## Sukcesy

### Mistrzostwa Świata
| Miejsce | Dzień       | Rok  | Miejscowość | Konkurencja      | Zwycięzca      |
| ------- | ----------- | ---- | ----------- | ---------------- | -------------- |
| 22.     | 31 stycznia | 2003 | Deer Valley | Jazda po muldach | Kari Traa      |
| 7.      | 19 marca    | 2005 | Ruka        | Jazda po muldach | Hannah Kearney |
| 8.      | 20 marca    | 2005 | Ruka        | Muldy podwójne   | Jennifer Heil  |

### Puchar Świata

#### Miejsca w klasyfikacji generalnej
- 2001/2002 – -
- 2002/2003 – -
- 2003/2004 – 25.
- 2004/2005 – 22.
- 2005/2006 – 80.
- 2009/2010 – 48.
- 2010/2011 – 58. Stan na 21 grudnia 2010

#### Miejsca na podium
1. Mont Tremblant – 11 stycznia – 2003 (Jazda po muldach) – 3. miejsce
2. Naeba – 22 lutego – 2004 (Jazda po muldach) – 3. miejsce

- W sumie 2 trzecie miejsca.